# Menouville
Menouville – miejscowość i gmina we Francji, w regionie Île-de-France, w departamencie Dolina Oise.
Według danych na rok 1990 gminę zamieszkiwały 63 osoby, a gęstość zaludnienia wynosiła 23 osób/km² (wśród 1287 gmin regionu Île-de-France Menouville plasuje się na 1067. miejscu pod względem liczby ludności, natomiast pod względem powierzchni na miejscu 831.).